# Herbita nestor
Herbita nestor là một loài bướm đêm trong họ Geometridae.